# PERF 558

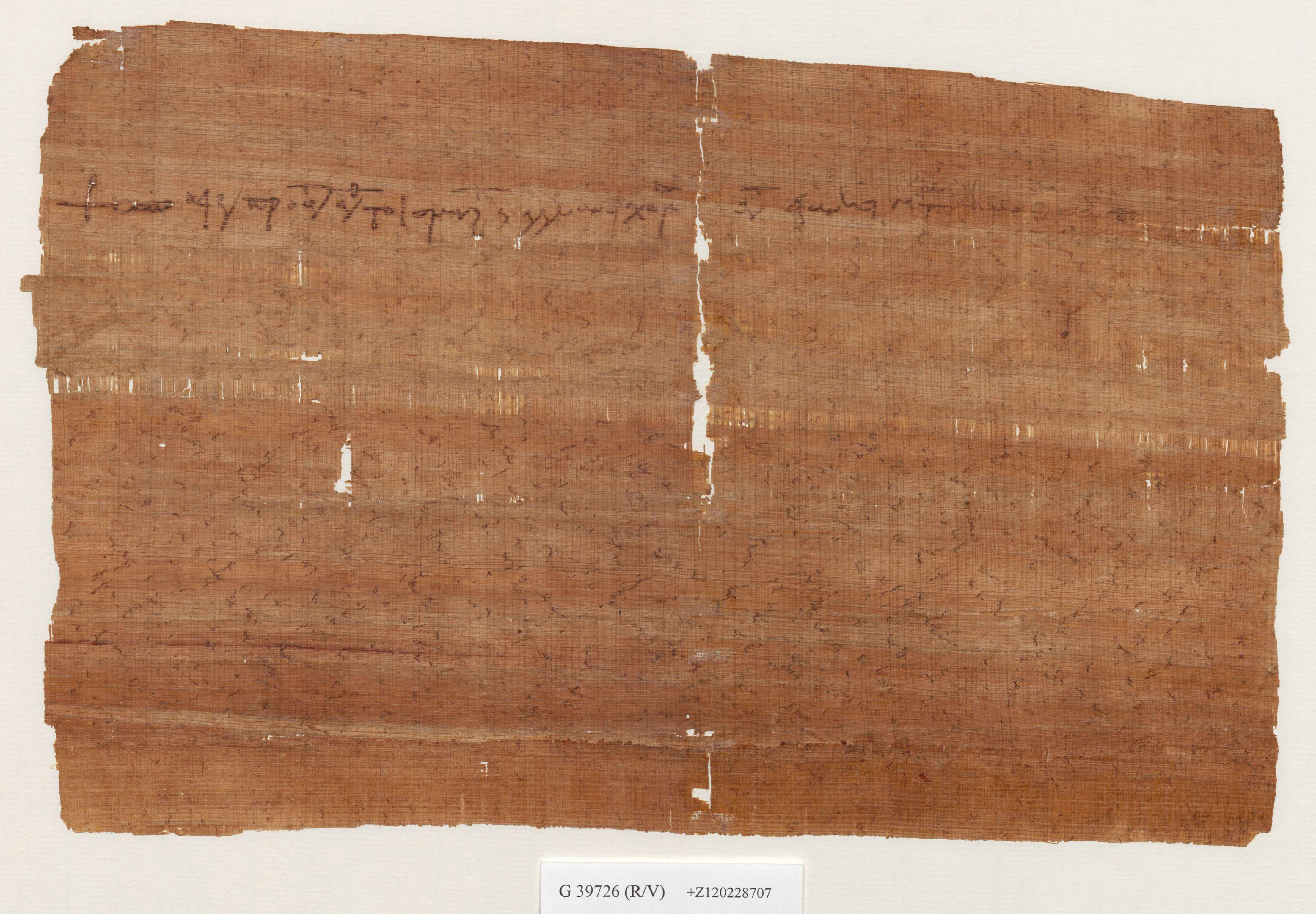
Recto.

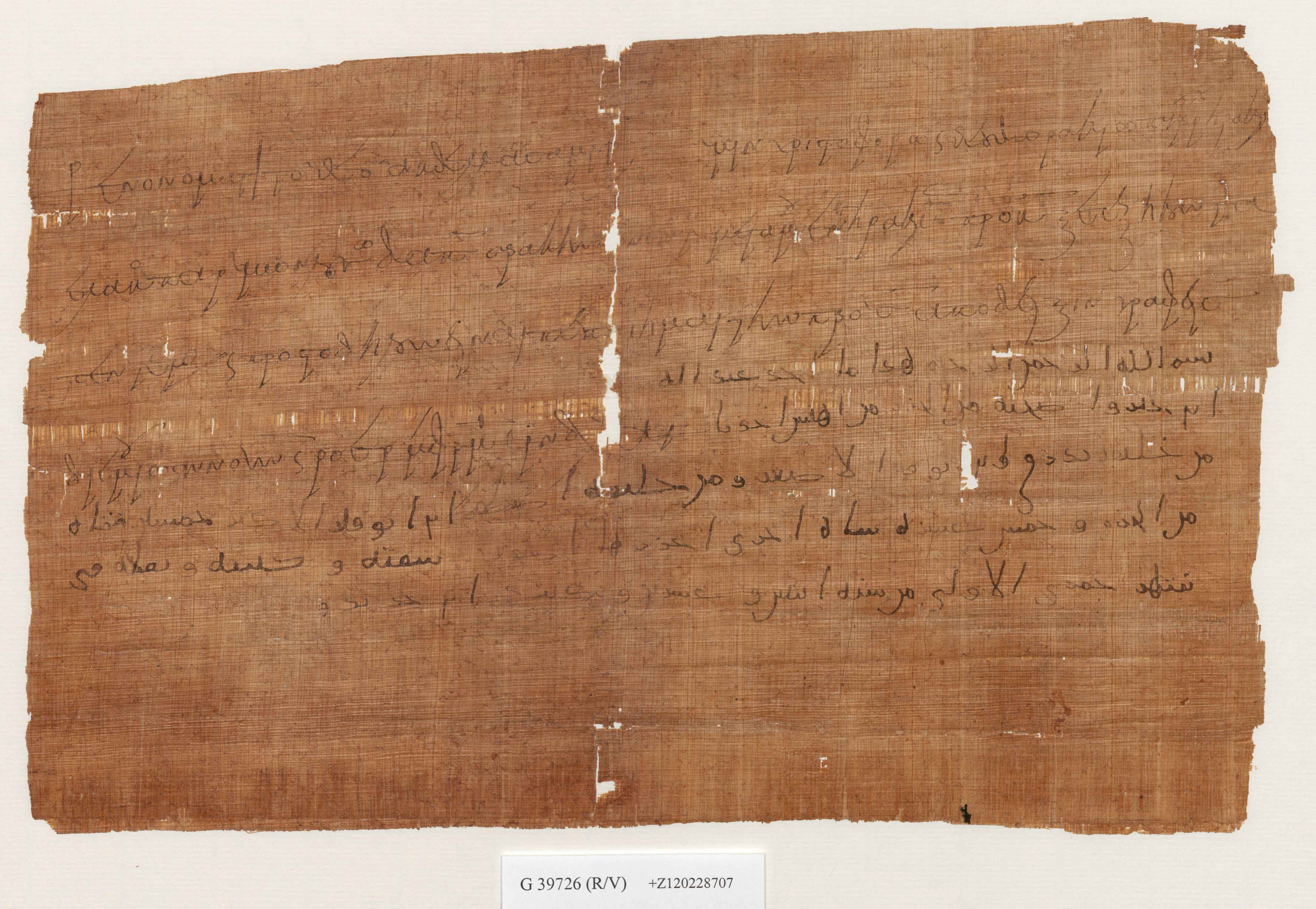
Verso.

PERF 558 est un manuscrit du VIIe siècle découvert en Égypte à Héracléopolis Magna. C'est un des plus anciens papyri contenant du texte en langue arabe qui nous soit parvenu, ainsi que le plus ancien document daté dans le calendrier musulman.

## Présentation
Ce fragment de papyrus est bilingue, écrit en koiné et en arabe. Il s'agit d'un document qui atteste de la livraison de viande à un émir musulman, par les autorités d'Heracleopolis.
Ce texte a été publié en 1932 par Adolf Grohmann et en 2009 par Demiri et Römer. L'original est conservé dans la collection Erzherzog Rainer à Vienne.

## Texte arabe
Points et hamzas ajoutés, pour le reste, orthographe inchangée.
1. بسم الله الرحمن الرحيم هذا ما اخذ عبد اله
2. ابن جبر واصحبه من الجزر من اهنس
3. من خليفة تدراق ابن ابو قير الاصغر ومن خليفة اصطفر ابن ابو قير الاكبر خمسين شاة
4. من الجزر وخمس عشرة شاة اخرى اجزرها اصحاب سفنه وكتئبه وثقلاءه في
5. شهر جمدى الاولى من سنة اثنين وعشرين وكتبه ابن حديدو

1. Au nom d'Allah, le clément, le miséricordieux. Voici ce qu'Abdallah,
2. fils de Jabis, et ses compagnons d'armes, ont reçu à Héracleopolis
3. de la part d'un représentant de Theodorakios (Tidraq) second fils d'Apa Kyros (Abu Qir), et d'un représentant de Christophoros (Istufur) fils ainé d'Apa Kyros, cinquante moutons
4. comme moutons d'abattage et quinze autres moutons. Il les a donné à abattre pour les équipages de ses navires, ainsi que pour sa cavalerie et son infanterie cuirassée
5. le 1er du mois de Jumada, en l'année 22. Écrit par Ibn Hadidu.

## Intérêt historique
Ce papyrus est intéressant à plusieurs égards :
- Il utilise des points diacritiques[2].
- Il date de la conquête musulmane de l'Égypte[2].
- Il commence par la formule grecque « ev onomati tou teou » (au nom de Dieu) après un signe de croix.
- La date est donnée dans le calendrier musulman (1er Jumada, an 22 de l'Hégire), mot qui n'est pas écrit dans le texte, et aussi dans le calendrier copte (30 Pharmouti, 1re indiction), ce qui correspond au 25 avril 643 du calendrier julien.

Ce papyrus permet de documenter l’existence concomitante de deux états de la langue arabe. En effet, le nom Ibn Abu Qir, qui ne correspond pas à l'arabe classique. Ce nom est l'arabisation d'un nom grec Apa Kyros. Pour Pierre Larcher, ce n'est pas la trace d'un style ancien qui évolue vers une nouvelle forme "néo-arabe" mais, à l'inverse, la trace de la politique linguistique d'Abd al-Malik qui fait de l'arabe la langue officielle, tente d'homogénéiser le ductus coranique et classicise et promeut le type ancien arabe. Ce n'est qu'ultérieurement que Ibn Abu Qir apparaîtra comme une faute.